# Me Against the Music
A "Me Against the Music" Britney Spears első kislemeze az In the Zone című negyedik stúdióalbumáról. A dalt Britney, Madonna, Christopher "Tricky" Stewart, Thabiso "Tab" Nikhereanye, Penelope Magnet, Terius Nash és Gary O'Brien írta. A dalt többször átírták, az  eredeti tervek szerint szólódal lett volna, de Britney a 2003-as MTV Video Music Awards-on felkérte Madonna-t duetthez. A dal a 35. helyet érte el a Billboard Hot 100-on, és az első helyre került Nagy-Britanniában, valamint a másodikra Kanadában. 2004-ben Britney díjat kapott a Billboard Music Awards-on a felvételért.

## Videóklip
A videóklip munkálatait 2003 októberében kezdték el és 3 napig forgatták a Silverscope Studios-ban, Long Island-ben. A klip rendezője Paul Hunter volt. Britney egy fekete ruhát viselt, míg Madonna egy fehér kosztümöt. Britney nyilatkozott a klip forgatása után. "Sokkal érzékibb videó, mint az eddigiek. Ez az első együttműködés, amiben részt veszek, ráadásul Madonnát kaptam. Nagyon érdekes két különböző stílust együtt látni." A videó koreográfiájáért Kevin Tancharoen volt felelős.
A klip elején Britney egy Mazda autóval parkol le egy szórakozóhely elé. Miután kiszáll az autóból, belép a klubba, ez idő alatt Madonna egy elkülönült helységben ül dohányzó férfiakkal. Ezután több koreográfiát láthatunk, majd Britney próbálja "elkapni" Madonnát, ez sikerül is Britneynek, de miután a falhoz állítja őt Madonna hirtelen eltűnik. A klip végén Madonna nevetését lehet hallani.
A videópremier 2003 október 21-én volt az MTV Making the Video műsorában. A videó online premiere Yahoo! Music-on volt elérhető, több mint két milliószor nézték meg 5 nap alatt. Britney VEVO csatornájára 2011. március 17-én töltötték fel a videót, 2021-ig több, mint 40 milliószor nézték meg.

## Élő előadások

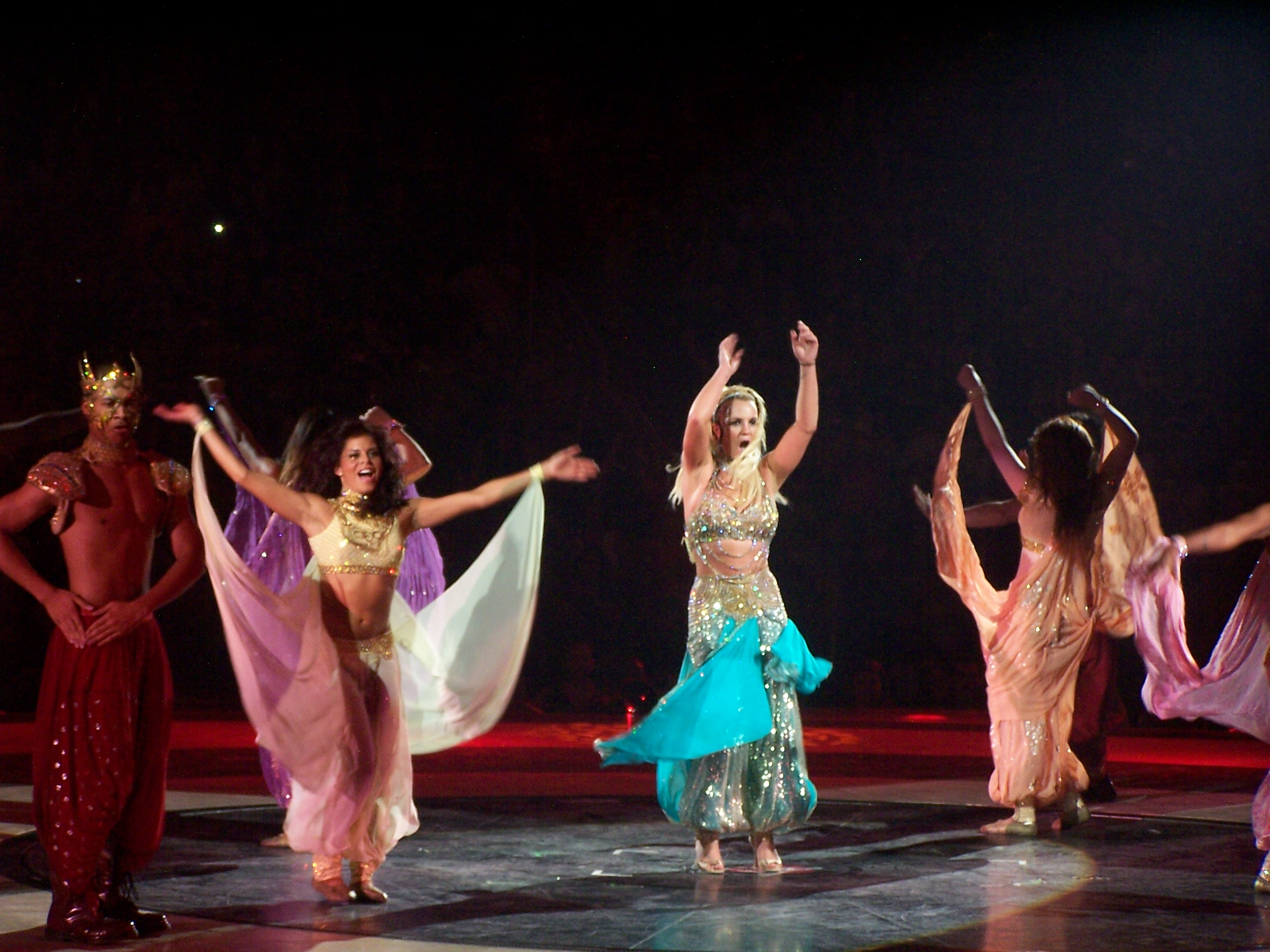
Britney a dal előadása közben a Circus turné egyik állomásán

Britney a dalt először az NFL Kickoff Live eseményen adta elő a …Baby One More Time és az I’m a Slave 4 U dalokkal 2003 szeptember 4-én. Az énekesnő 2003 szeptember 14-én fellépett a Rain Nightclubban, ott is előadta a dalt. Ezt követte a Saturday Night Live-os fellépés, ami 2003 október 18-án volt. A
2003-as American Music Awards-ot Britney nyitotta a dallal. 2003 november 17-én a dal előadása közvetítésre került az ABC által, mivel a Britney Spears: In the Zone dokumentumfilmet felvették. A következő nap a TRL műsorában adta elő a számot Britney, egészen pontosan a Times Square-en. A "Me Against the Music"-ot még előadta a The Tonight Show with Jay Leno és American morning show Live with Regis and Kelly műsorokban 2003 november 17-én és 24-én. Britney december 8-án részt vett a 2003-as Jingle Ball-on, ott is fellépett a számmal. Ezt követően a 2004-es Onyx Hotel Tour-on is előadt a dalt. 2009-ben a The Circus Starring Britney Spears-en is fellépett a dallal az énekesnő, ahol a "Bollywood" remix került előadásra, különleges indiai stílust használva. 2013-ban a Britney: Piece of Me dallistáján is helyet kapott a szám, a koncerteken Britney a régi 2003-as koreográfiát adta elő, valamint a színpadon megjelennek hasonló díszletek, amik a klipben is voltak.

## Slágerlistás helyezések
| Slágerlista (2003)                    | Legmagasabb helyezés |
| ------------------------------------- | -------------------- |
| Ausztrália (ARIA)                     | 1                    |
| Ausztria (Ö3 Austria Top 40)          | 12                   |
| Belgium (Ultratop 50 Flanders)        | 5                    |
| Belgium (Ultratop 50 Wallonia)        | 3                    |
| Canadian Singles Chart (Nielsen)      | 2                    |
| Dánia (Tracklisten Top 40)            | 1                    |
| European Hot 100 (Music & Media)      | 1                    |
| Finnország (Singlet Top 20)           | 5                    |
| Franciaország (Single Top 100)        | 11                   |
| Németország (Media Control Charts)    | 5                    |
| Greece IFPI Greece)                   | 2                    |
| Magyarország (Rádiós Top 40)          | 1                    |
| Írország (IRMA)                       | 1                    |
| Olaszország (FIMI)                    | 2                    |
| Japan (Oricon)                        | 38                   |
| Hollandia (Top 40)                    | 5                    |
| Hollandia (Single Top 100)            | 5                    |
| Új-Zéland (Recorded Music NZ)         | 13                   |
| Norvégia (VG-lista)                   | 2                    |
| Skócia (Scottish Singles Top 40)      | 2                    |
| Spain (PROMUSICAE)                    | 1                    |
| Svédország (Sverigetopplistan)        | 5                    |
| Svájc (Schweizer Hitparade)           | 4                    |
| Egyesült Királyság (UK Singles Chart) | 2                    |
| US Billboard Hot 100                  | 35                   |
| US Hot Dance Club Songs (Billboard)   | 1                    |
| US Mainstream Top 40 (Billboard)      | 11                   |

| Slágerlista (2003)                   | Legmagasabb helyezés |
| ------------------------------------ | -------------------- |
| Australia (ARIA)                     | 48                   |
| Belgium (Ultratop 50 Flanders)       | 85                   |
| Belgium (Ultratop 50 Wallonia)       | 81                   |
| Italian Singles (FIMI)               | 25                   |
| Netherlands (Dutch Top 40)           | 84                   |
| Netherlands (Single Top 100)         | 80                   |
| Sweden (Sverigetopplistan)           | 68                   |
| Switzerland (Schweizer Hitparade     | 62                   |
| UK Singles (Official Charts Company) | 60                   |
| Slágerlista (2004)                   | Legmagasabb helyezés |
| Australia (ARIA)                     | 95                   |